# Ludwig Maria Freibüter
Ludwig Maria Freibüter (* 1920 in Münster; † 20. August 2004 in Bonn) war ein deutscher Ministerialbeamter.

## Leben
Ludwig Maria Freibüter studierte an der Westfälischen Wilhelms-Universität Münster. Er leistete Kriegsdienst, war Offizier und geriet in britische Gefangenschaft. Durch ein nationalsozialistisches Sondergericht wurde er im April 1945 zum Tode verurteilt; aufgrund des Kriegsendes wurde das Urteil nicht vollstreckt.
Nach Kriegsende beendete er sein Studium und wurde bei Joseph Höffner zum Dr. phil. promoviert. Er war als Ministerialrat beim Presse- und Informationsamt der Bundesregierung und im ZDF-Fernsehrat tätig.
Er hatte zahlreiche Ehrenämter inne. Er war Vorsitzender des Altherrenbundes des Verbandes der Wissenschaftlichen Katholischen Studentenvereine Unitas (UNITAS) (1969–1984). Er war langjähriger Vertreter des UNITAS-Verbandes im Zentralkomitee der deutschen Katholiken, Vorsitzender der Kommission für Publizistik, Präsident der Katholischen Akademikerarbeit Deutschlands (KAD) (1984–1986) und engagierte sich für die Katholische Soziallehre im Krone-Kreis.
1973 wurde er im Dom zu Köln in den Ritterorden vom Heiligen Grab zu Jerusalem aufgenommen. Von 1984 bis 1990 war er Leitender Komtur der Komturei St. Martin Bonn.

## Auszeichnungen und Ehrungen
- Goldene Nadel des Katholische Studentenverbindung Verbandes der Wissenschaftlichen Katholischen Studentenvereine Unitas (1977)
- Heinrich-Pesch-Preis (2003)
- Ehrenvorsitzender des UNITAS-Altherrenbundes
- Bundesverdienstkreuz 1. Klasse des Verdienstordens der Bundesrepublik Deutschland
- Komtur des Gregoriusorden
- Komtur mit Stern des Ritterordens vom hl. Grab zu Jerusalem